# Cot Bame
Cot Bame är ett berg i Indonesien.   Det ligger i provinsen Aceh, i den västra delen av landet, 1 800 km nordväst om huvudstaden Jakarta. Toppen på Cot Bame är 375 meter över havet.
Terrängen runt Cot Bame är varierad. Runt Cot Bame är det ganska tätbefolkat, med 155 invånare per kvadratkilometer. Närmaste större samhälle är Banda Aceh, 12,1 km norr om Cot Bame. I omgivningarna runt Cot Bame växer i huvudsak städsegrön lövskog.